# دیرک هیونه
دیرک هیونه (به آلمانی: Dirk Heyne) بازیکن فوتبال و دروازه‌بان اهل آلمان شرقی بود که از سال ۱۹۷۹ میلادی عضو تیم ملی فوتبال آلمان شرقی بوده‌است. وی در ۹ بازی ملی حضور داشته و در بازی‌های ملی‌اش گلی به ثمر نرساند. دیرک هیونه آخرین بازی ملی خود را در سال ۱۹۹۰ میلادی انجام داد.